# Кунг Фьюри 2
«Кунг Фью́ри 2» (англ. Kung Fury 2) — снятый, но неопубликованный фантастический боевик режиссёра Дэвида Сандберга. Сиквел короткометражного фильма Кунг Фьюри. В главных ролях — Дэвид Сандберг, Майкл Фассбендер и Арнольд Шварценеггер.

## Сюжет
Согласно опубликованному синопсису, действие фильма происходит в 1985 году в Майами, за которым присматривает суперкоп Кунг Фьюри вместе со своей командой Громовержцев. Они представляют собой единственную силу, способную противостоять злодею Кунг Фюреру, но в результате одной битвы погибает один Громовержец, после чего команда распадается. И, как назло, именно в это время появляется мистический злодей, который хочет помочь Фюреру найти мощнейшее оружие в истории человечества.

## В ролях
| Актёр                | Роль                       |
| -------------------- | -------------------------- |
| Майкл Фассбендер     | Кольт Магнум               |
| Арнольд Шварценеггер | Президент                  |
| Александра Шипп      | Рей Портер                 |
| Йорма Такконе        | Адольф Гитлер / Кунг Фюрер |
| Дэвид Хассельхофф    | Hoff 9000 (голос)          |
| Дэвид Сандберг       | Кунг Фьюри                 |
| Элени Янг            | Барбарианна                |
| Нэйтан Купер         |                            |
| Дебора Жечева        |                            |
| Леопольд Нильссон    | Хакермен                   |

## Производство
Съёмки картины прошли с 29 июля 2019 года по 25 сентября 2019 года. В сентябре 2020 года постпродакшн фильма был приостановлен из-за судебного разбирательства с инвестором.
10 мая 2025 года 10 минутный проморолик картины неправомерно разошёлся по сети Интернет.